# Музей изящных искусств Дижона
Музей изящных искусств Дижона — художественный музей во французском городе Дижоне, бывшей столице герцогства Бургундия. Расположен в центре города во дворце герцогов Бургундских, строительство которого велось с XIV по XIX век.

## История
Музей, основанный в 1787 году, в эпоху Просвещения, является одним из старейших музеев Франции. Указ о создании музея был подписан 30 ноября 1787 года. Первоначально в музее была выставлена коллекция художественной школы Франсуа Девожа (фр. François Devosge), созданной ещё в 1767 году. Главной целью музея было помочь начинающим художникам, обеспечив их моделями для копирования. После Великой французской революции музей стремительно рос, Франсуа Девож оставался его директором вплоть до смерти в 1811 году.
Музей пострадал в ходе Второй мировой войны, в результате немецкой оккупации Франции, часть экспонатов была эвакуирована, другие спрятаны в подвалах.
С 2006 по 2019 год в несколько этапов проходит реконструкция музея.

## Коллекция
Музей располагает ценной коллекцией древнеегипетского искусства, включая 11 фаюмских портретов. Высокую ценность имеет коллекция художественного наследия Бургундского герцогства, в том числе надгробия бургундских герцогов Филиппа II Смелого и Жана Бесстрашного, в создании которых принимал участие скульптор Клаус Слютер. Работами знаменитых мастеров представлены живопись Ренессанса, XVIII и XIX века, а также современное искусства. Коллекция графики включает 10 500 рисунков и 60 000 гравюр.

## Галерея

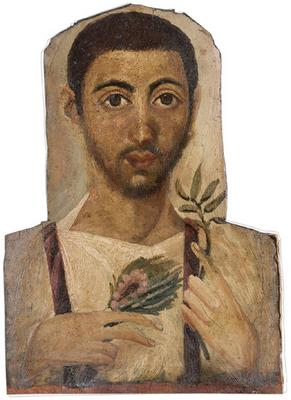
Портрет неизвестного. Один из фаюмских портретов.
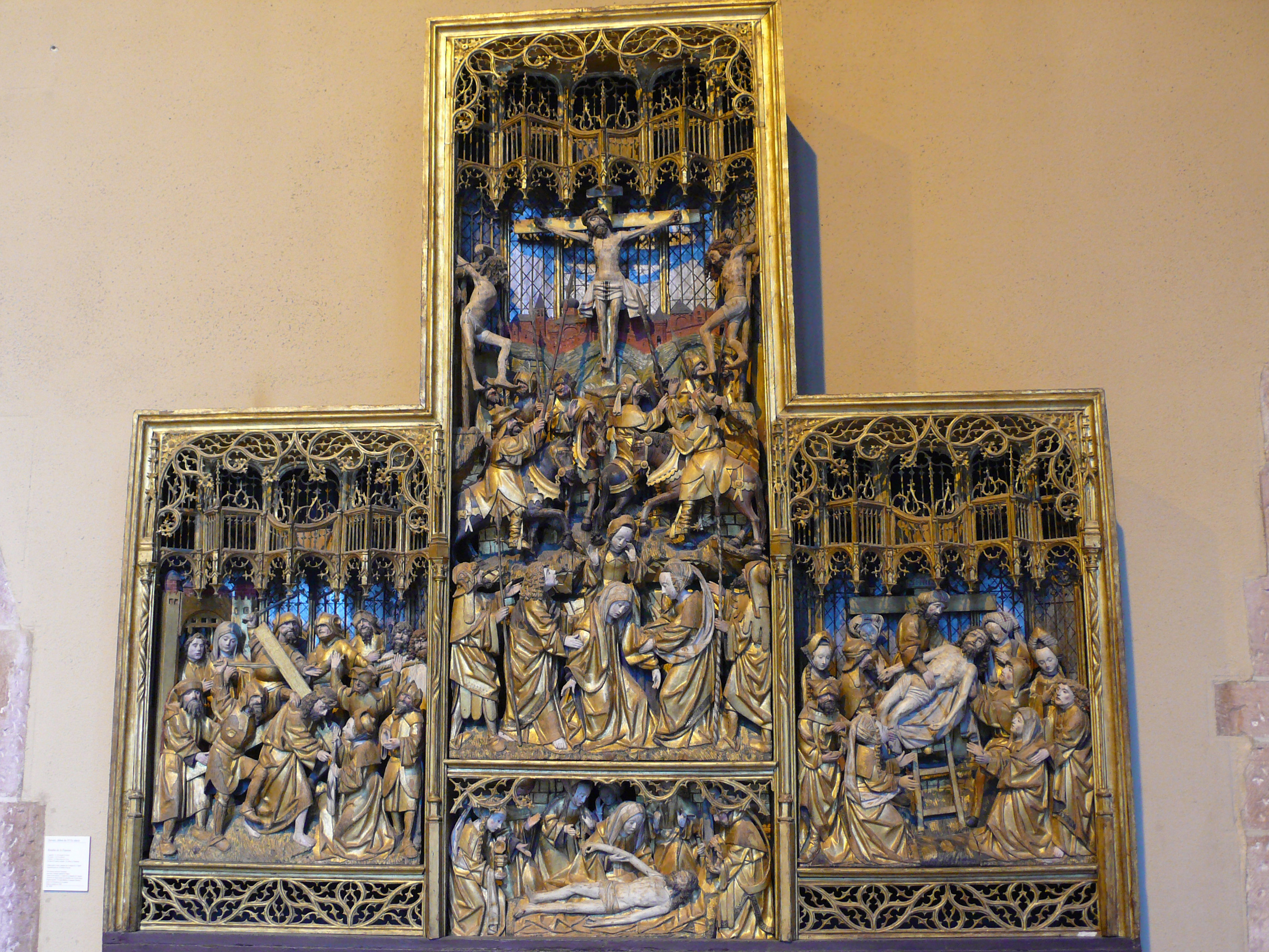
Резной алтарь со сценами Страстей Христовых.
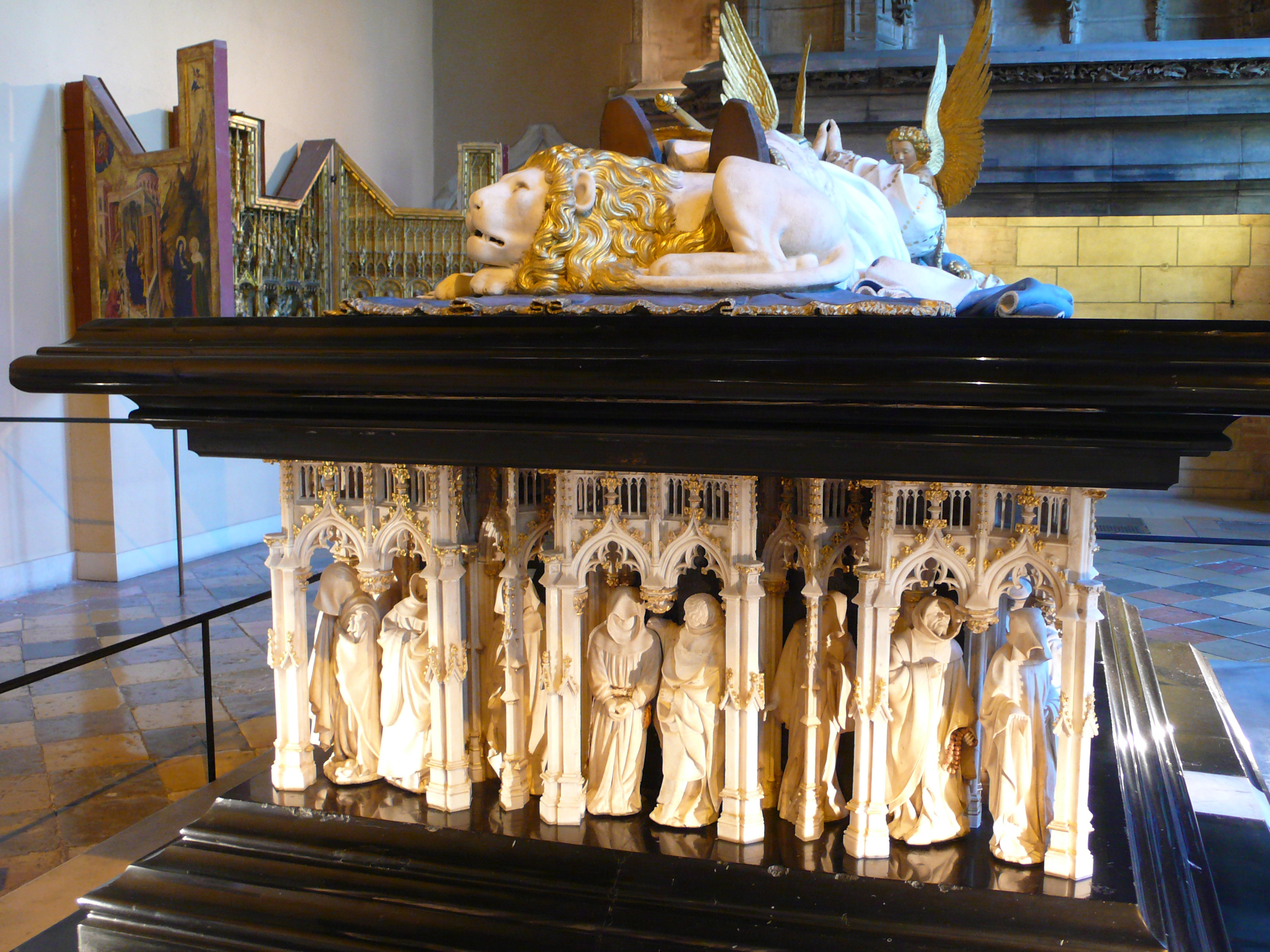
Надгробие Филиппа II Смелого.
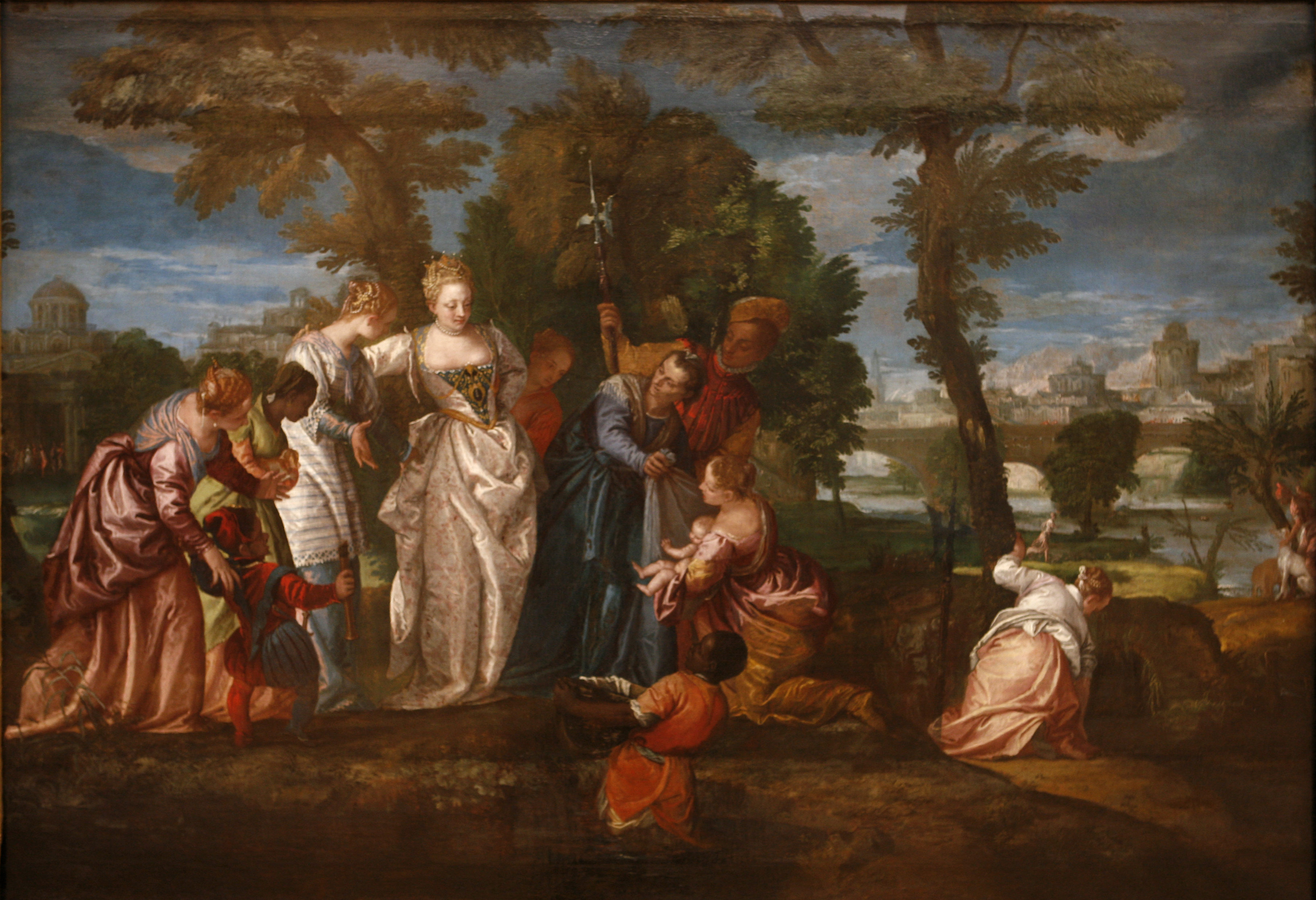
Паоло Веронезе. Дочь фараона находит младенца Моисея.
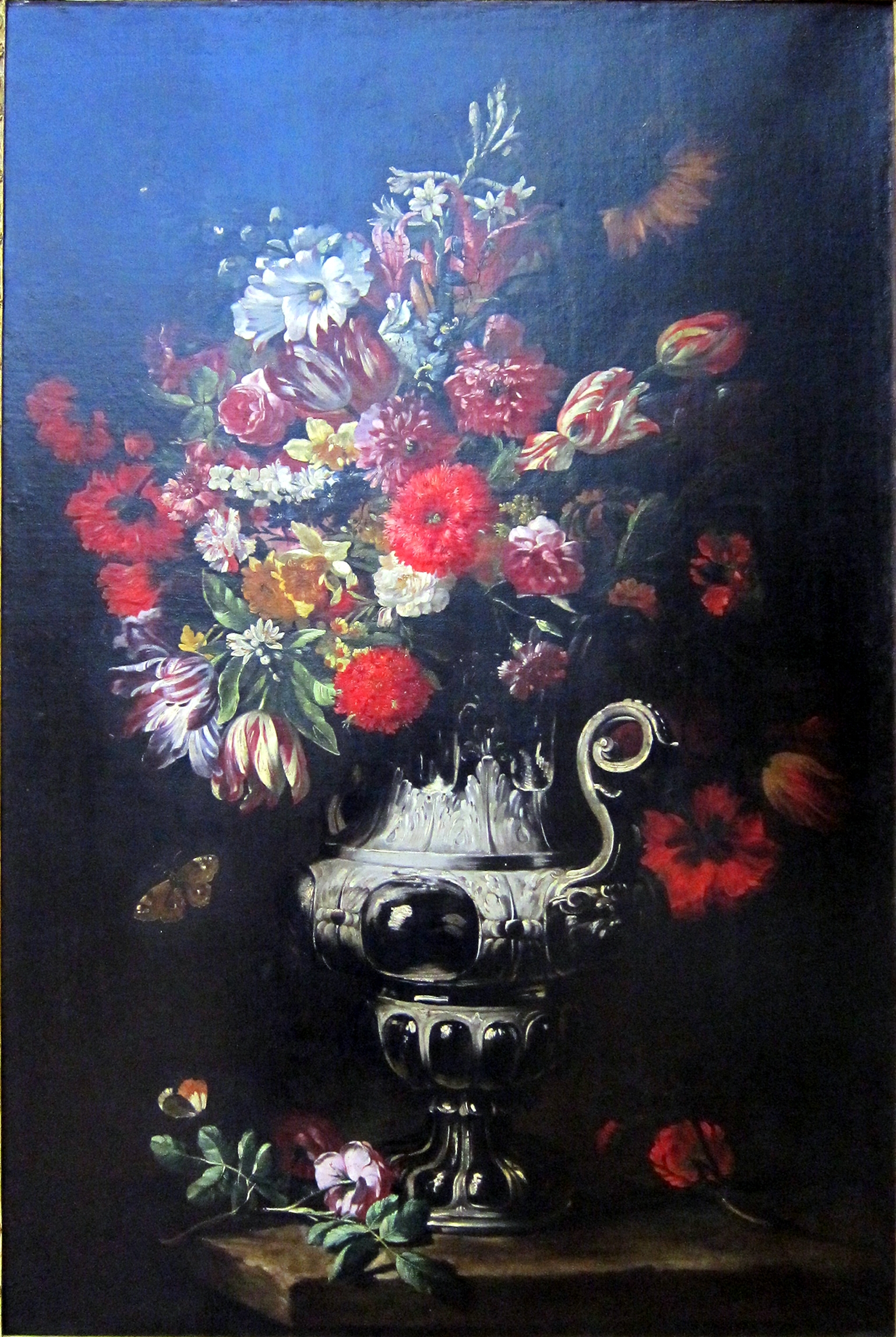
Абрахам Брейгель. Натюрморт с букетом.
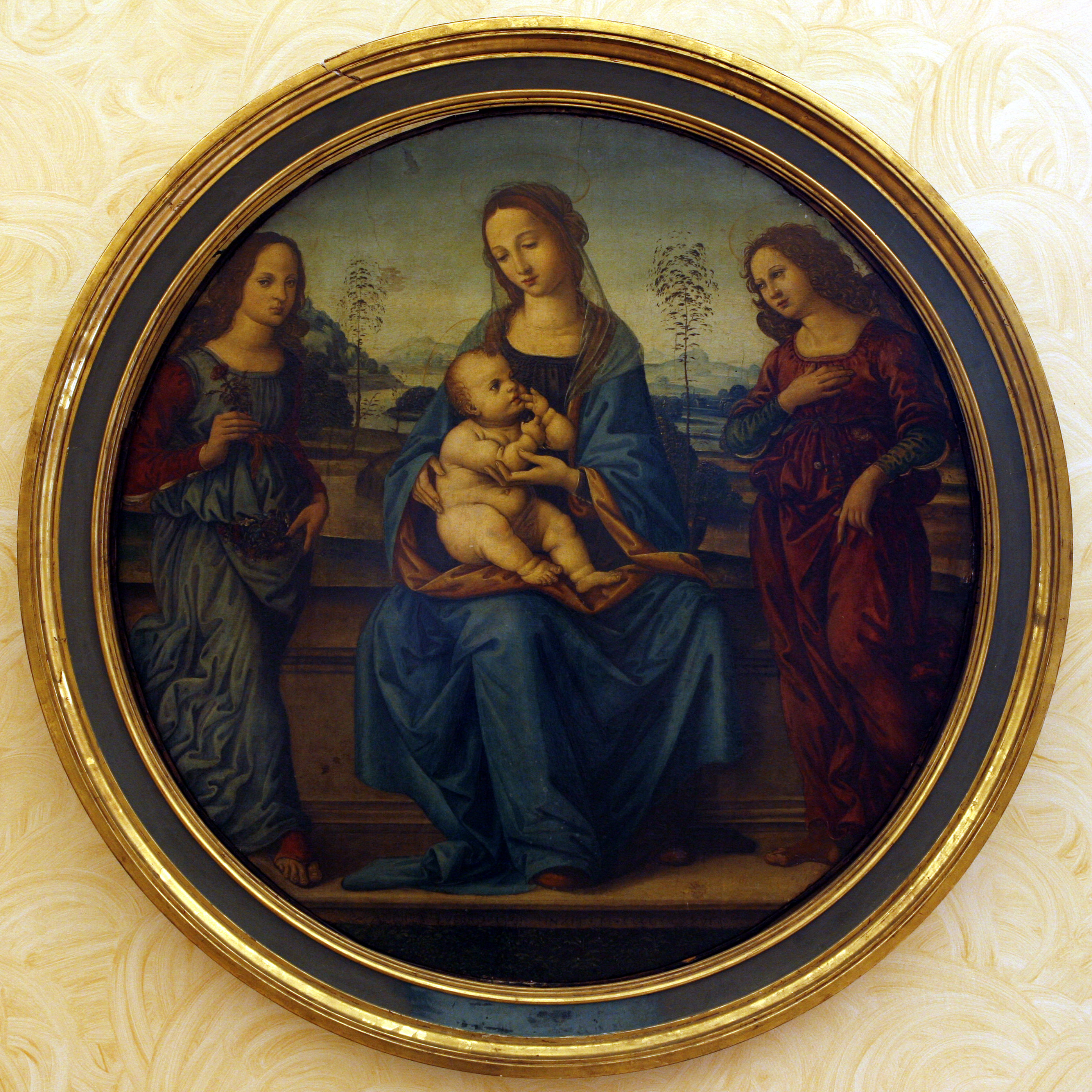
Пресвятая Богородица.
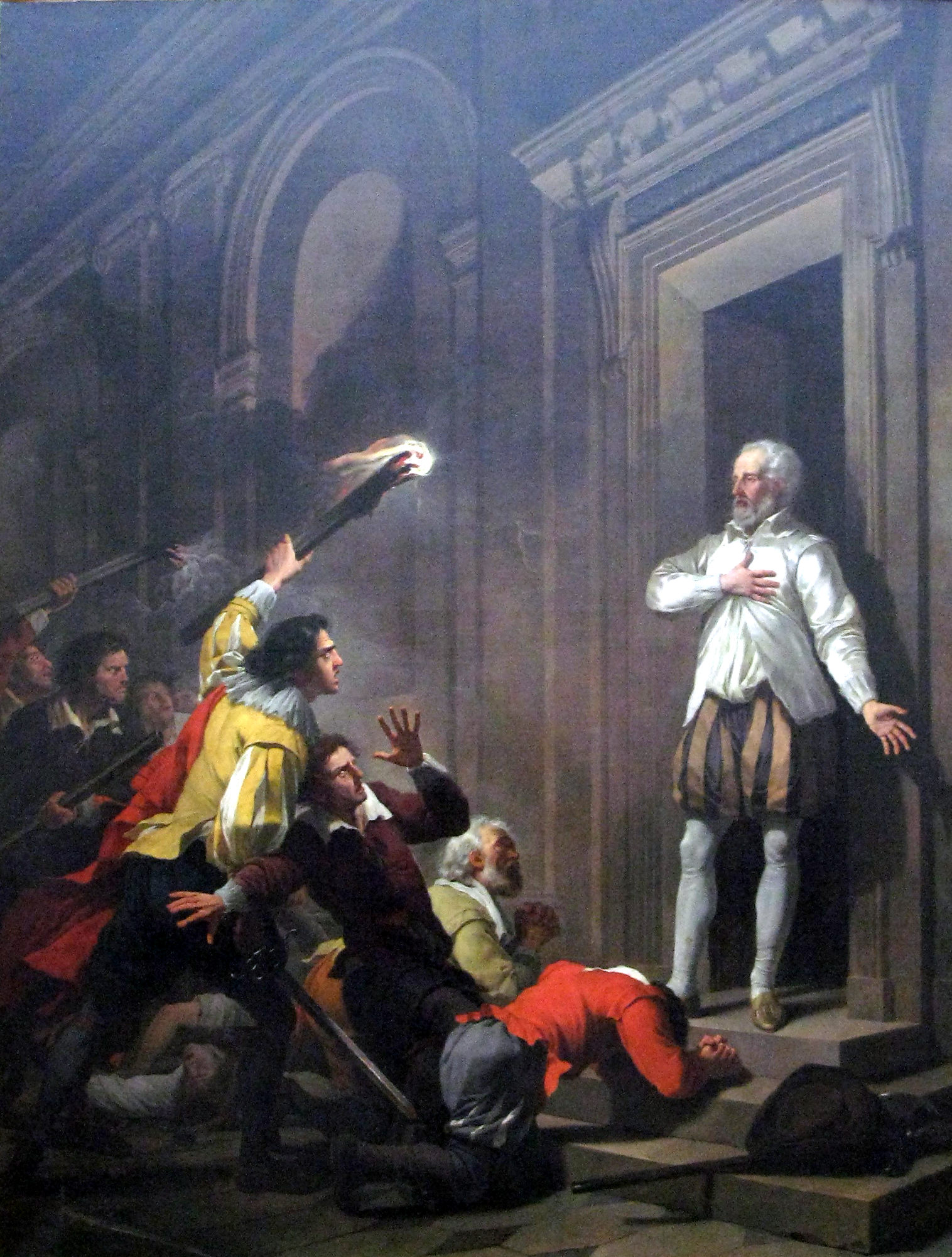
Жозеф Бенуа Сюве. Адмирал Колиньи перед своими убийцами.
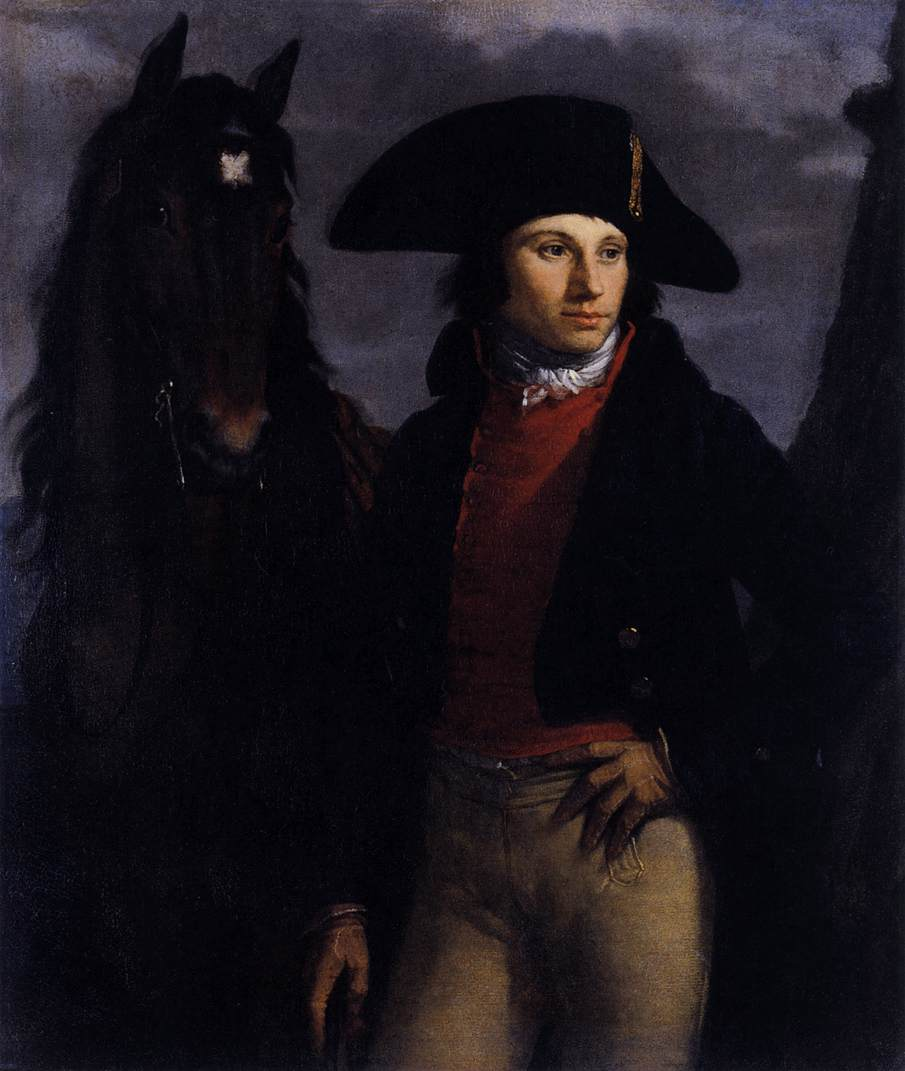
Пьер Поль Прюдон. портрет Джорджа Энтони.
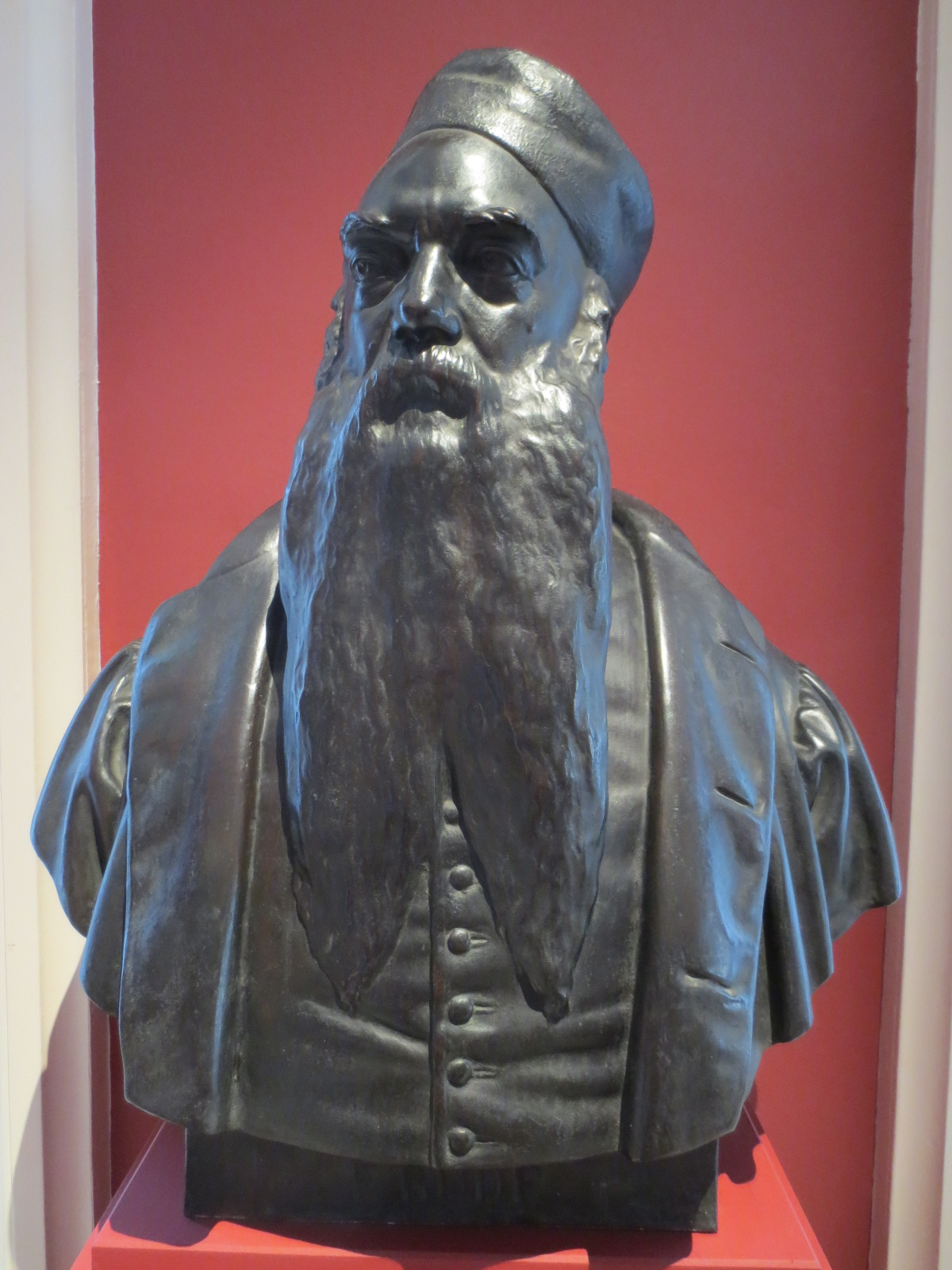
Бюст скульптора Франсуа Рюда, работы его племянника Поля Кабе (Paul Cabet).
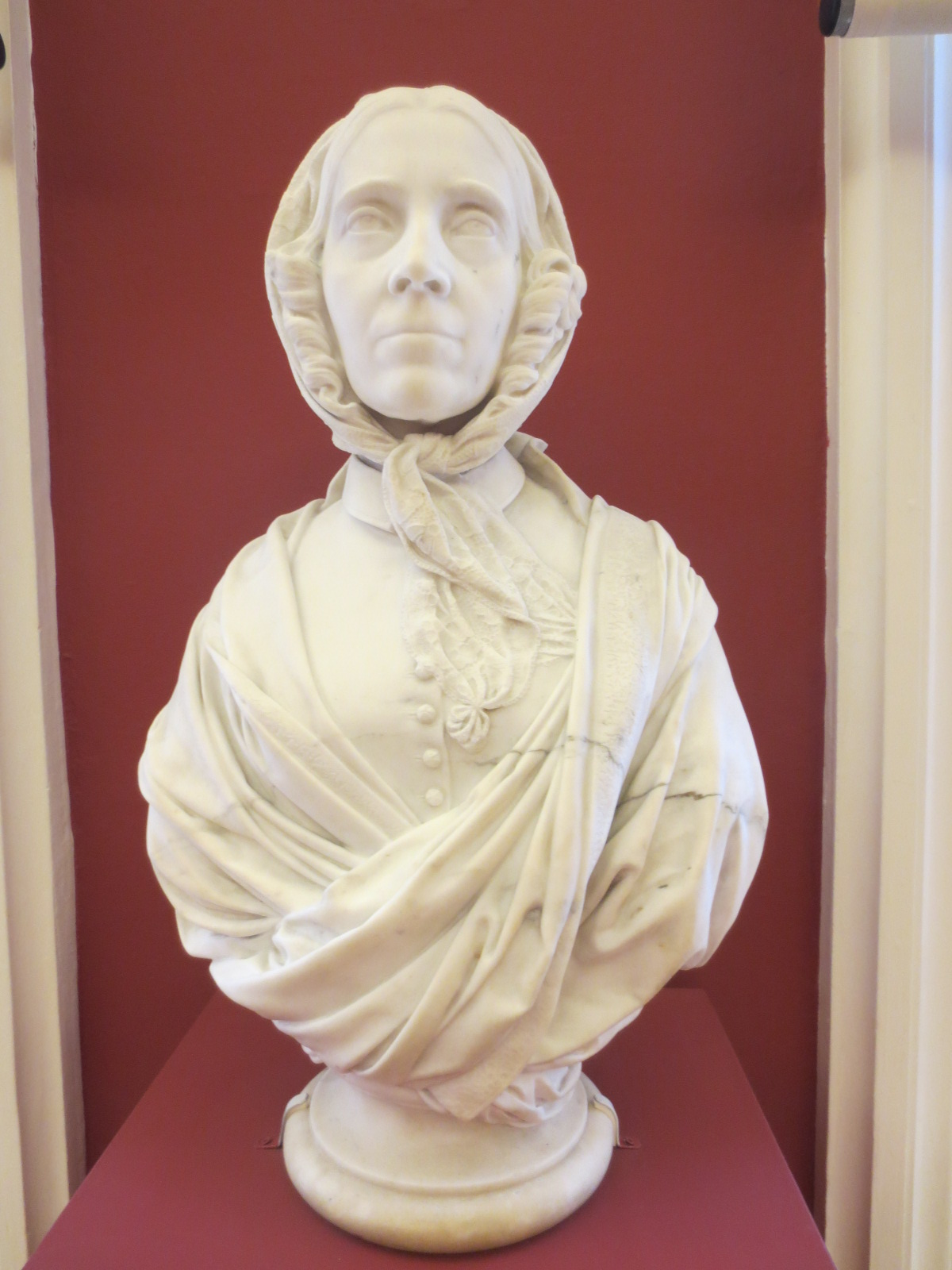
Бюст мадам Софи Рюд, жены Франсуа Рюда, работы того же автора.
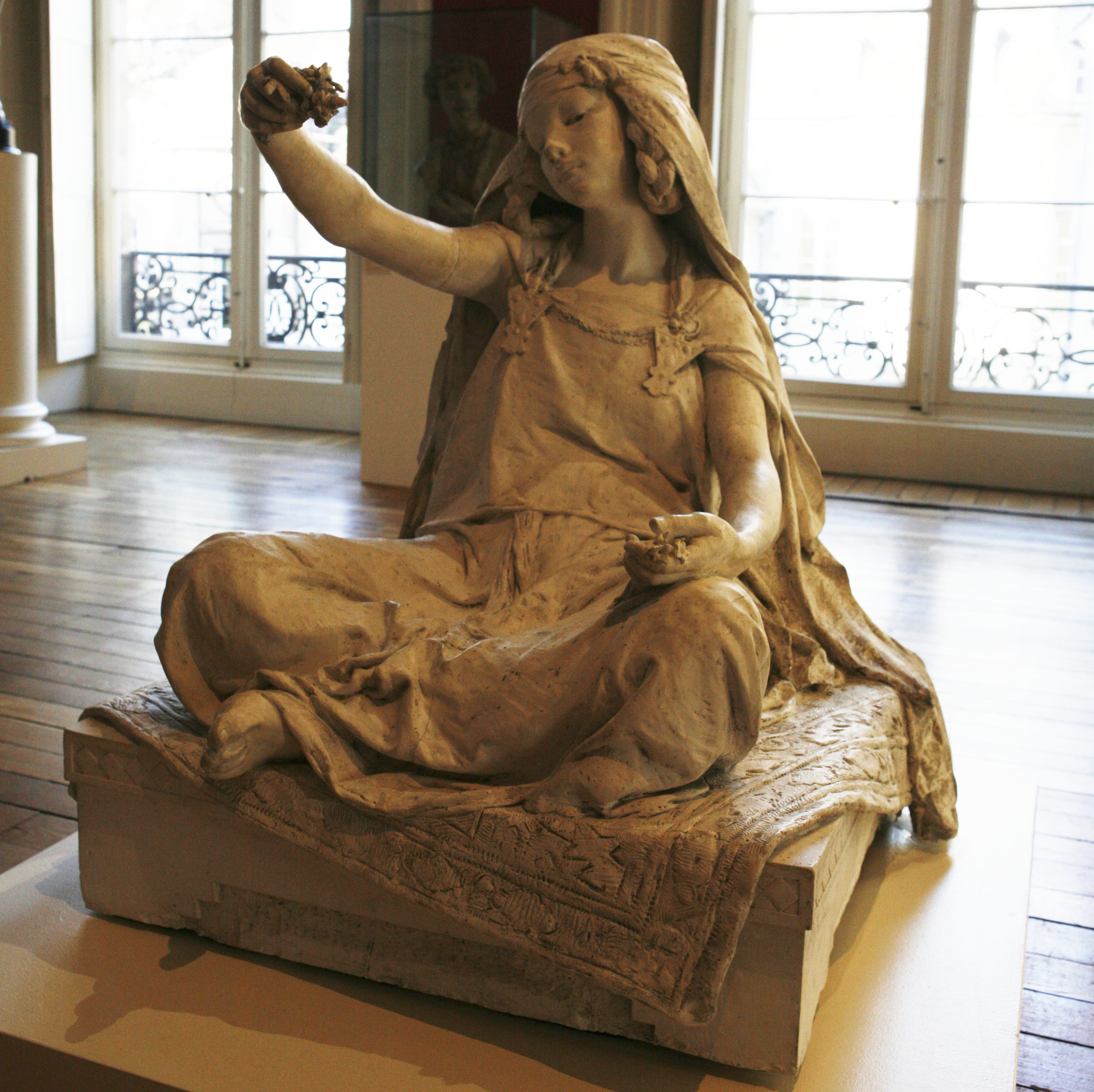
Луи Барриа. Девочка из Бу-Саады.
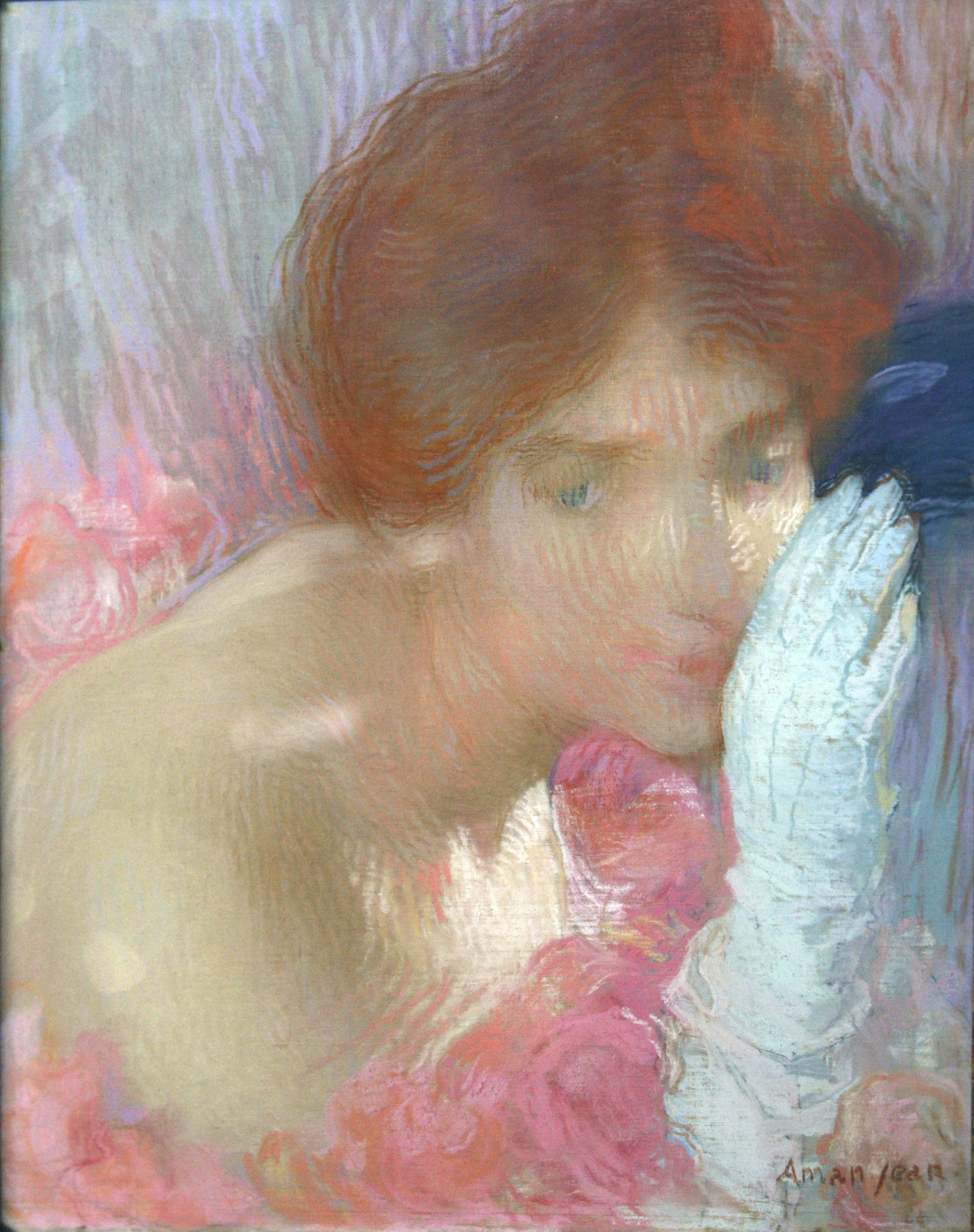
Эдмон Аман-Жан. Женщина в перчатках.
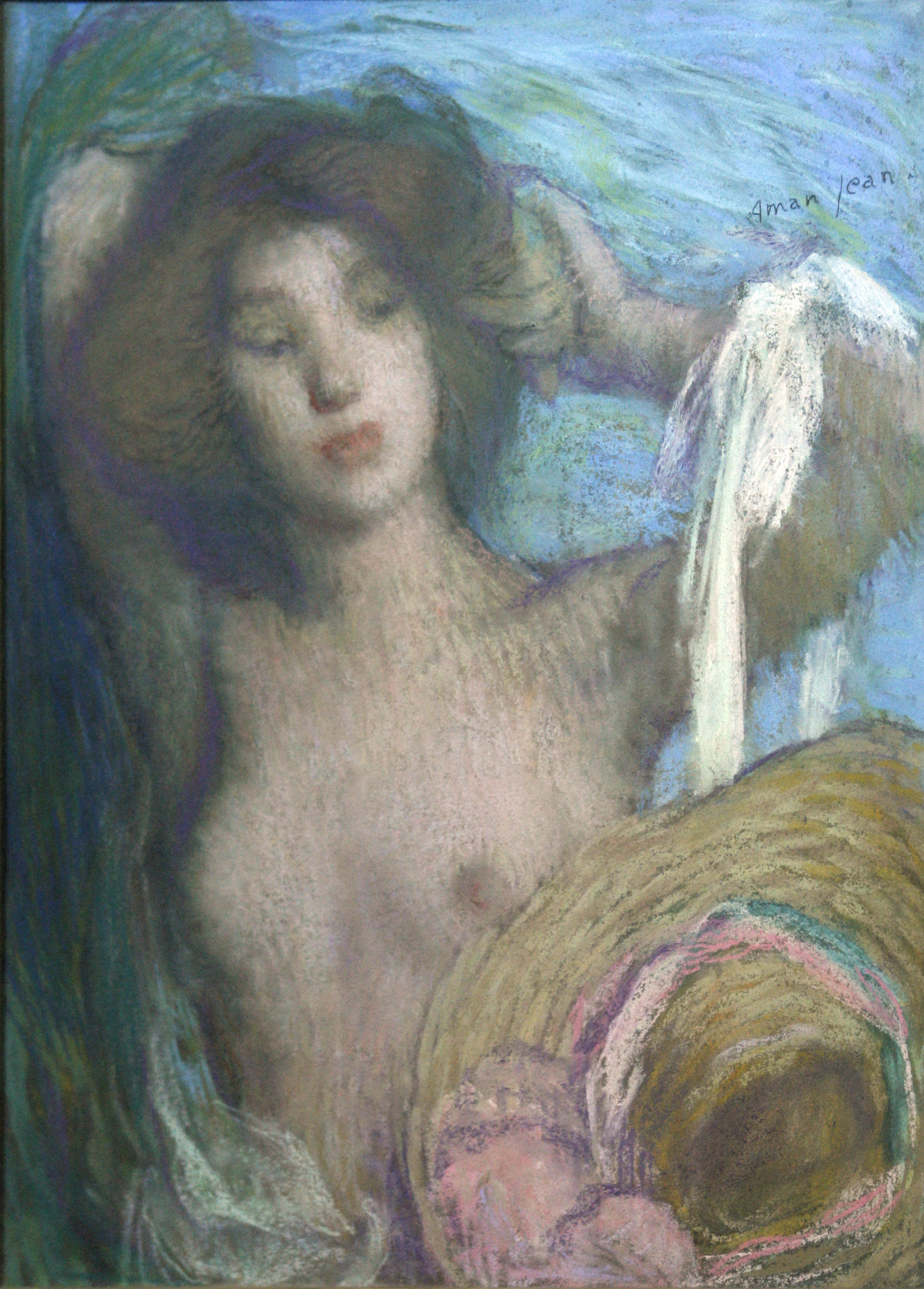
Эдмон Аман-Жан. Грёзы.
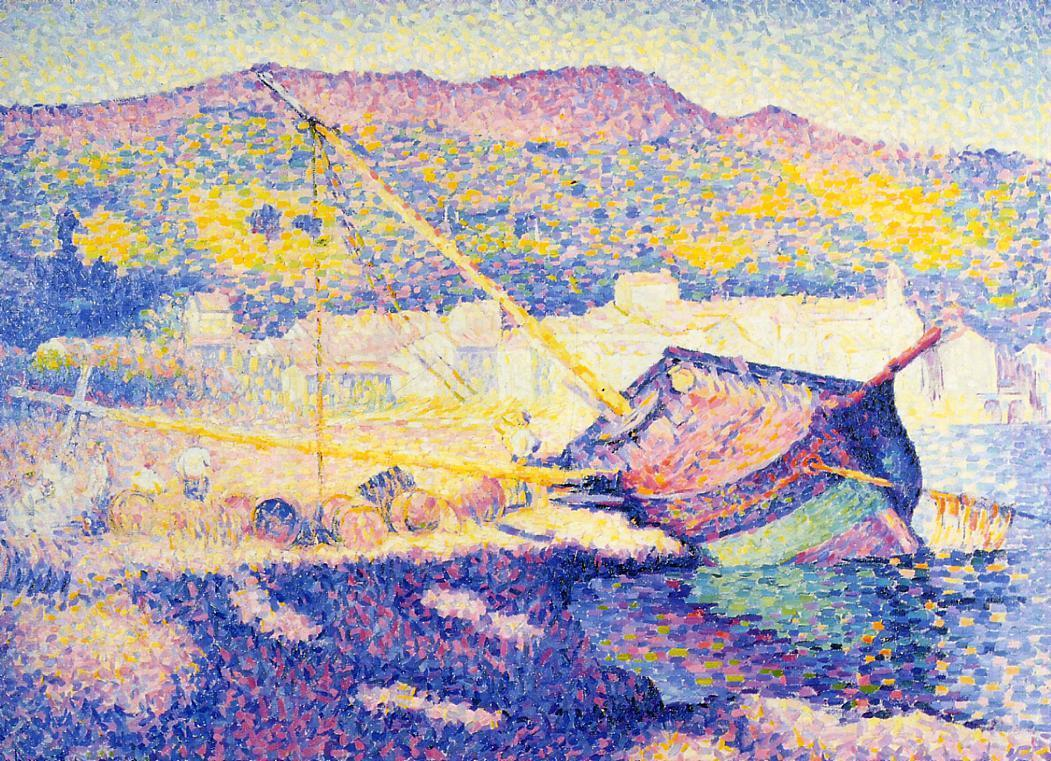
Анри Эдмон Кросс. Баркас.
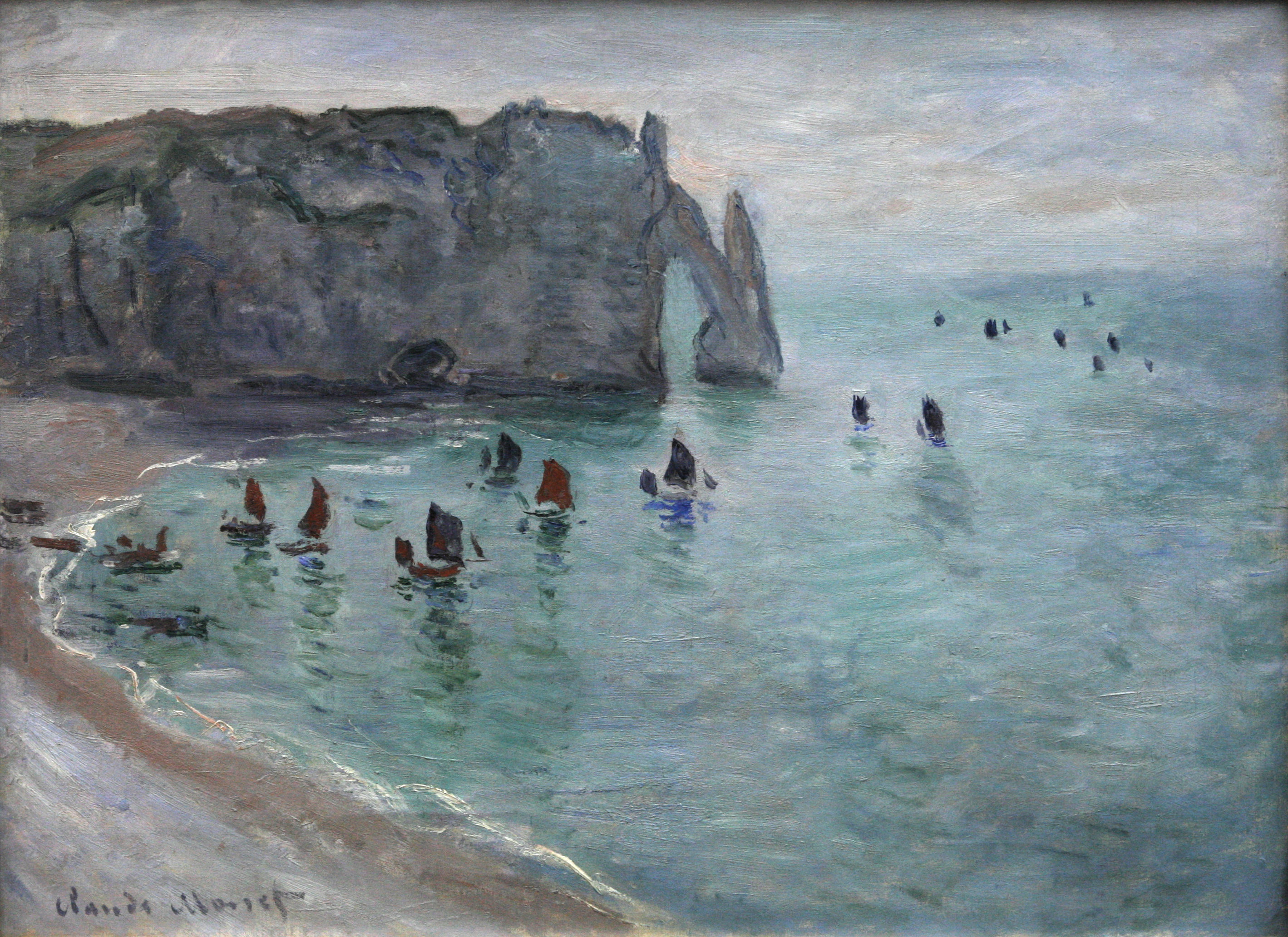
Клод Моне. Этрета, Порт Д'Аваль. Рыбацкие лодки покидают гавань.
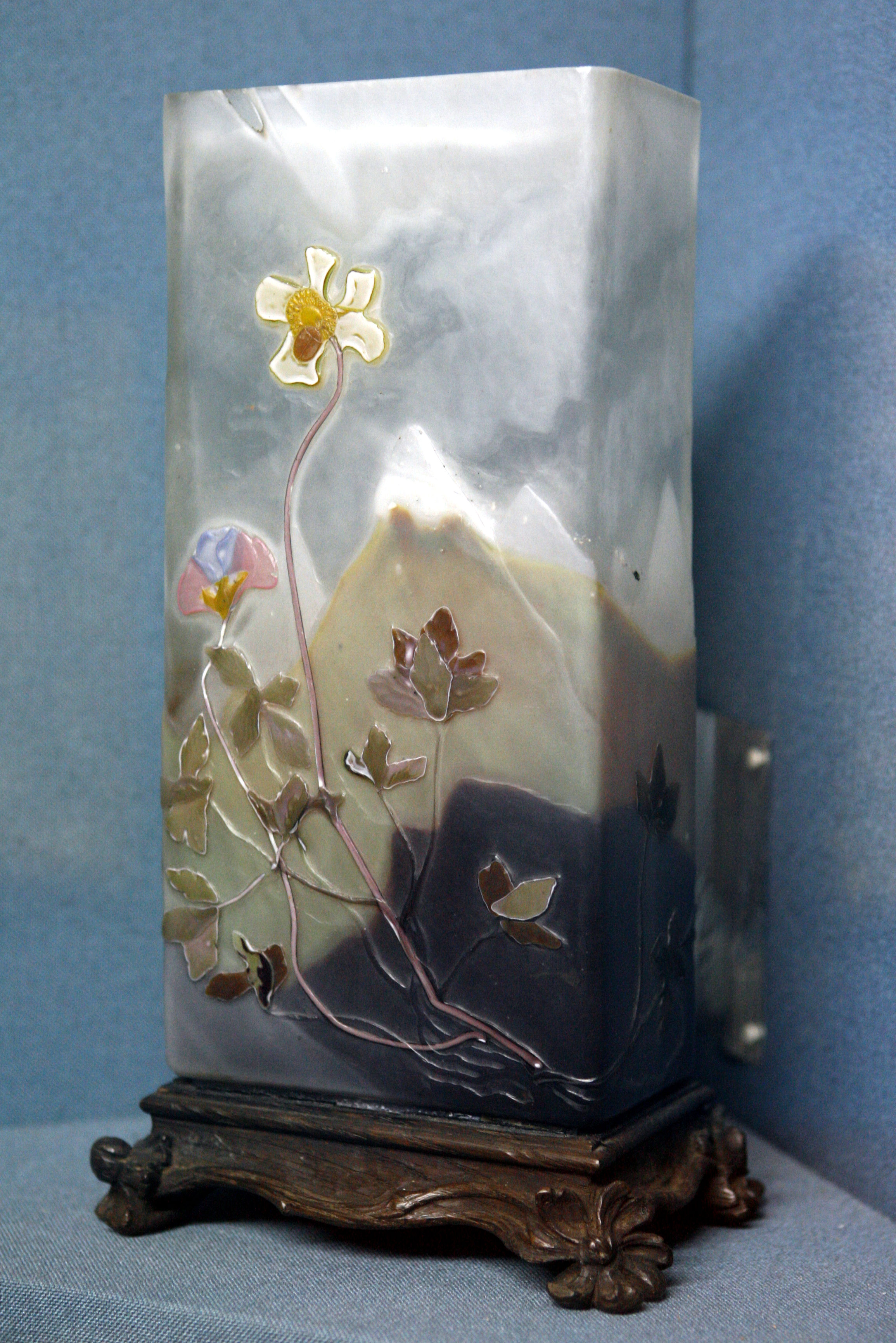
Эмиль Галле. Ваза.